# Эссинген (Вюртемберг)
Эссинген (нем. Essingen) — община в Германии, районный центр, расположен в земле Баден-Вюртемберг.
Подчиняется административному округу Штутгарт. Входит в состав района Восточный Альб. Население составляет 6371 человек (на 31 декабря 2010 года). Занимает площадь 58,50 км².
Коммуна подразделяется на 7 сельских округов.